# Wielka Brytania na Zimowych Igrzyskach Olimpijskich 1960
Wielką Brytanię na Zimowych Igrzyskach Olimpijskich 1960 reprezentowało 17 zawodników: 11 mężczyzn i sześć kobiet. Był to ósmy start reprezentacji Wielkiej Brytanii na zimowych igrzyskach olimpijskich.

## Skład kadry

### Biathlon
Mężczyźni
| Zawodnik     | Konkurencja   | czas biegu | Kary | Łączny czas | Pozycja |
| ------------ | ------------- | ---------- | ---- | ----------- | ------- |
| John Moore   | Bieg na 20 km | 1:40:50,8  | 28   | 2:08:50,8   | 29.     |
| Norman Shutt | Bieg na 20 km | 1:45:36,5  | 26   | 2:11:36,5   | 30.     |

### Biegi narciarskie
Mężczyźni
| Zawodnik      | Konkurencja   | czas      | Pozycja |
| ------------- | ------------- | --------- | ------- |
| John Moore    | Bieg na 15 km | 58:35,0   | 44.     |
| Andrew Morgan | 1:01:32,9     | 49.       |         |
| Norman Shutt  | 1:07:34,0     | 52.       |         |
| John Moore    | Bieg na 30 km | 2:08:58,6 | 38.     |
| Andrew Morgan | 2:13:38,9     | 41.       |         |
| John Moore    | Bieg na 50 km | 3:43:15,3 | 30.     |

### Łyżwiarstwo figurowe
| Zawodnik        | Konkurencja | Nota   | Pozycja |
| --------------- | ----------- | ------ | ------- |
| Patricia Pauley | Solistki    | 1213,8 | 15.     |
| Carolyn Krau    | Solistki    | 1160,3 | 19.     |
| Robin Jones     | Soliści     | 1220,4 | 12.     |
| David Clements  | Soliści     | 1174,7 | 15.     |

### Łyżwiarstwo szybkie
Mężczyźni
| Zawodnik       | Konkurencja              | Konkurencja              | Konkurencja    | Konkurencja    | Konkurencja    | Konkurencja    | Konkurencja      | Konkurencja      |
| Zawodnik       | Bieg na 500 m            | Bieg na 500 m            | Bieg na 1500 m | Bieg na 1500 m | Bieg na 5000 m | Bieg na 5000 m | Bieg na 10 000 m | Bieg na 10 000 m |
| Zawodnik       | Czas                     | Miejsce                  | Czas           | Miejsce        | Czas           | Miejsce        | Czas             | Miejsce          |
| -------------- | ------------------------ | ------------------------ | -------------- | -------------- | -------------- | -------------- | ---------------- | ---------------- |
| Terry Monaghan | 44,0                     | 38.                      | 2:19,9         | 26.            | 8:15,3         | 11.            | 16:31,6          | 5.               |
| Terry Malkin   | Nie ukończył konkurencji | Nie ukończył konkurencji | 2:25,0         | 40.            | 8:56,1         | 33.            |                  |                  |

### Narciarstwo alpejskie
Kobiety
| Zawodnik         | Konkurencja | Konkurencja | Konkurencja   | Konkurencja   | Konkurencja       | Konkurencja       | Konkurencja      | Konkurencja      |
| Zawodnik         | Zjazd       | Zjazd       | Slalom gigant | Slalom gigant | Slalom specjalny  | Slalom specjalny  | Slalom specjalny | Slalom specjalny |
| Zawodnik         | Czas        | Pozycja     | Czas          | Pozycje       | Czas 1. przejazdu | Czas 2. przejazdu | Czas łączny      | Pozycja          |
| ---------------- | ----------- | ----------- | ------------- | ------------- | ----------------- | ----------------- | ---------------- | ---------------- |
| Josephine Gibbs  | 1:50,3      | 25.         | 1:51,9        | 33.           | 1:04,1            | 1:09,1            | 2:13,2           | 27.              |
| Wendy Farrington | 1:50,8      | 28.         | 2:04,2        | 39.           | 1:08,4            | 1:30,8            | 2:39,2           | 37.              |
| Renate Holmes    | 1:51,9      | 31.         | 2:03,9        | 38.           | 1:16,1            | 1:07,4            | 2:23,5           | 34.              |
| Sonja McCaskie   |             |             |               | 40.           |                   |                   |                  |                  |

Mężczyźni
| Zawodniczka         | Konkurencja | Konkurencja | Konkurencja     | Konkurencja     | Konkurencja       | Konkurencja       | Konkurencja      | Konkurencja      |
| Zawodniczka         | Zjazd       | Zjazd       | Slalom gigant   | Slalom gigant   | Slalom specjalny  | Slalom specjalny  | Slalom specjalny | Slalom specjalny |
| Zawodniczka         | Czas        | Pozycja     | Czas            | Pozycja         | Czas 1. przejazdu | Czas 2. przejazdu | Czas łączny      | Pozycja          |
| ------------------- | ----------- | ----------- | --------------- | --------------- | ----------------- | ----------------- | ---------------- | ---------------- |
| Charlach Mackintosh | 2:25,1      | 35.         | Dyskwalifikacja | Dyskwalifikacja |                   |                   |                  |                  |
| Geoff Pitchford     | 2:27,3      | 40.         | 2:20,4          | 50.             | 1:23,5            | Dyskwalifikacja   |                  |                  |
| Robert Skepper      | 2:28,1      | 43.         | 2:26,2          | 53.             | 1:41,6            | 1:18,5            | 3:00,1           | 36.              |
| John Oakes          | 2:36,0      | 55.         | 2:16,3          | 48.             |                   |                   |                  |                  |